# Telsze
Telsze (lit. Telšiai, żmudz. Telšē) – miasto na Wysoczyźnie Żmudzkiej w północno-zachodniej Litwie położone na zachód od Szawli. Siedziba władz okręgu telszańskiego. Miejsce urodzin Gabriela Narutowicza i Rolandasa Paksasa. W mieście rozwinął się przemysł skórzany oraz dziewiarski.

## Historia
Telsze były stolicą jednego z traktów (powiatów) Księstwa Żmudzkiego. Pierwszy kościół drewniany ufundował w 1612 król Zygmunt III Waza (inne źródła podają datę 1547). Natomiast w roku 1626 dzierżawca królewszczyzny Paweł Sapieha, ufundował klasztor bernardynów, który władze carskie zamknęły w 1832. W czasie powstania listopadowego silny ośrodek partyzantki polskiej dowodzonej przez Józefa Jana Giedroycia
Od 1926 kościół jest katedrą. Na jej dziedzińcu znajdują się groby księży rozstrzelanych przez Kozaków za udział w powstaniu styczniowym. W 1926 utworzona została diecezja telszańska; powołano też seminarium diecezjalne, zamknięte w 1946 i ponownie otwarte w 1989. W pobliżu katedry położony jest pałac biskupów z lat trzydziestych XX wieku. W 1932 powstało w Telszach muzeum z cennymi zbiorami malarstwa, mebli i sprzętu z siedzib ziemiańskich. 
W 1940 roku Telsze wraz z całą Litwą znalazły się pod sowiecką okupacją. 25 czerwca 1941 roku, kilka dni po wybuchu wojny niemiecko-sowieckiej, funkcjonariusze NKWD i żołnierze Armii Czerwonej zabrali z miejscowego więzienia 76 więźniów, których następnie zamordowali w lesie Rainiai. W lipcu tegoż roku kolaborujący z Niemcami litewscy nacjonaliści zamordowali około 700 telszańskich Żydów.
W 1982 otwarto skansen budownictwa żmudzkiego.

## Urodzeni
W Telszach urodzili się:
- Gabriel Narutowicz w 1865, prezydent Rzeczypospolitej Polskiej,
- Michał Wojnicz, odkrywca słynnego manuskryptu,
- Władysław Tryliński w 1878 – polski inżynier komunikacji, wynalazca, twórca „trylinki”, współtwórca mostu w Maurzycach.

### Zabytki
- klasztor bernardynów z XVII w.
- katedra z XVIII w.

## Sport
- Džiugas Telsze – klub piłkarski.

## Galeria

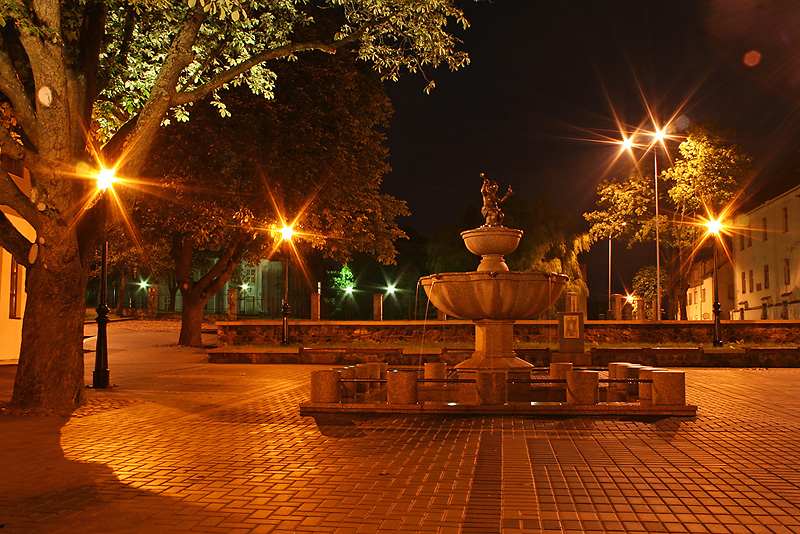
Telsze nocą
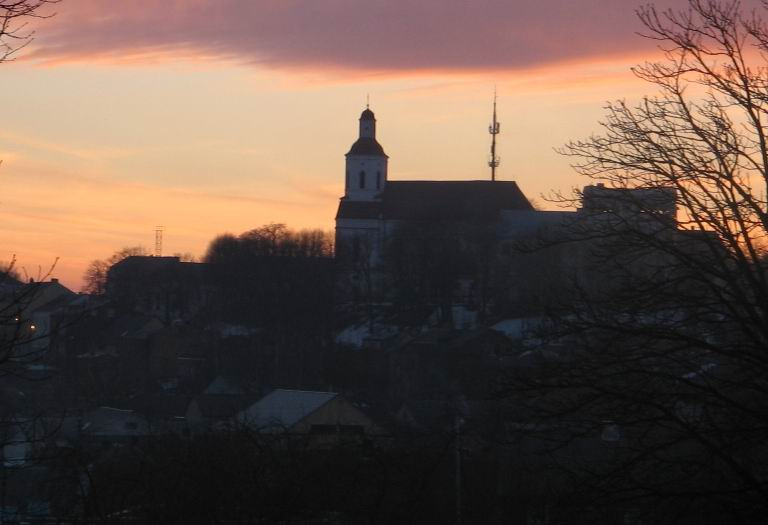
Telsze o zachodzie słońca
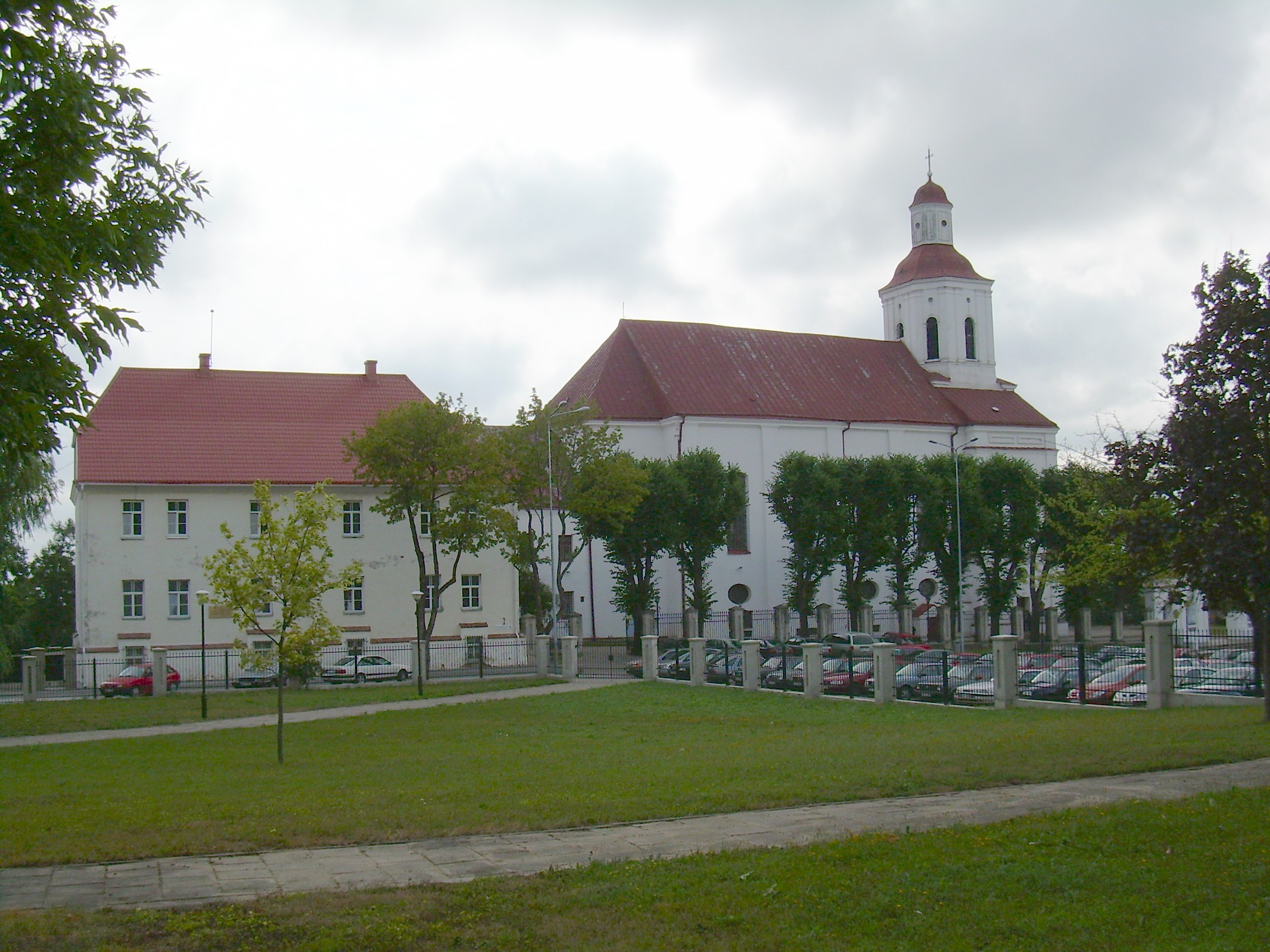
Katedra i klasztor
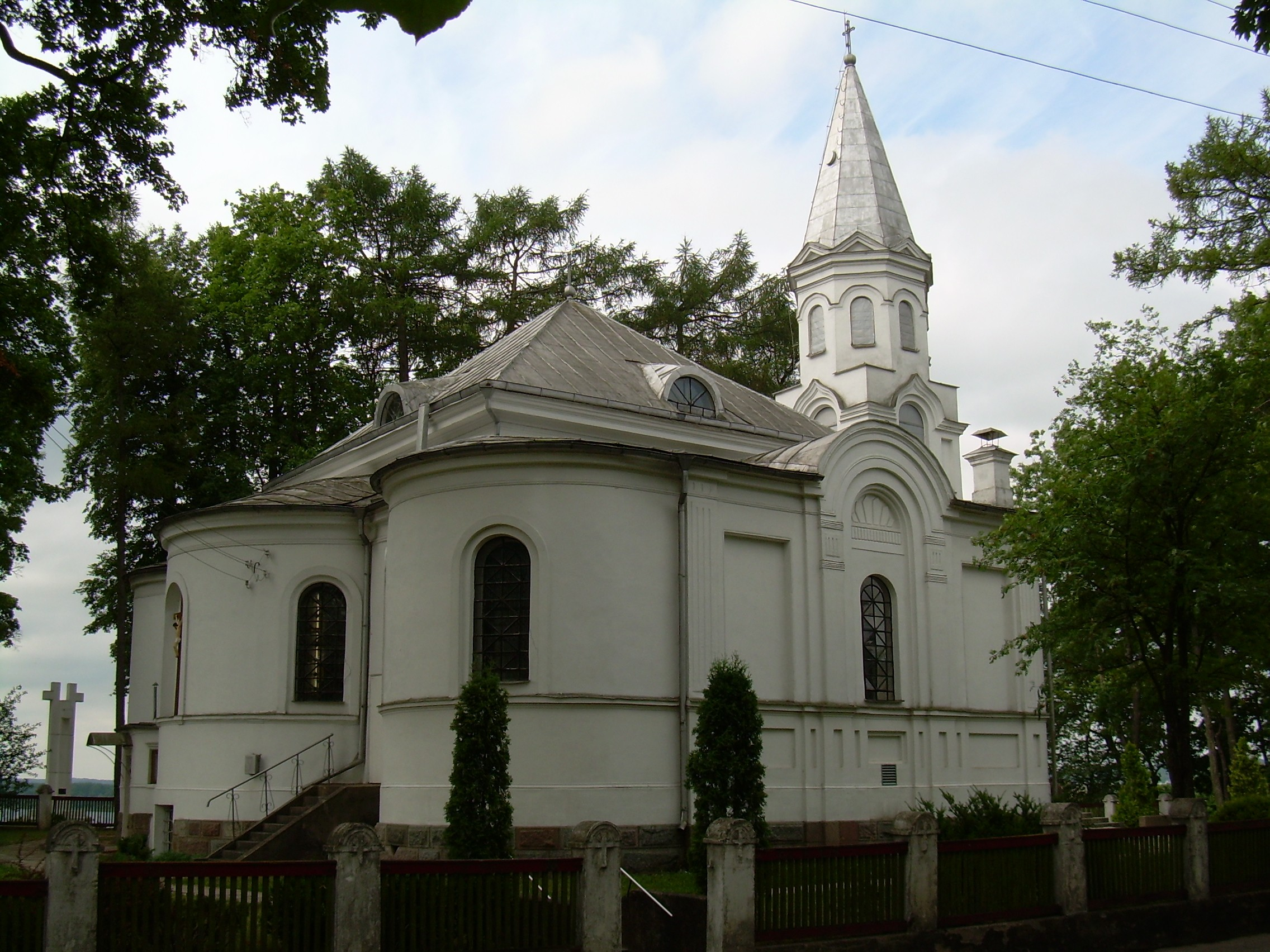
Kościół

## Miasta partnerskie
- Krnov
- Mińsk Mazowiecki